# Gadsden megye
Gadsden megye az Amerikai Egyesült Államokban, azon belül Florida államban található. Megyeszékhelye és legnagyobb városa Quincy. Lakosainak száma 43 826 fő (2020. április 1.). Gadsden megye Decatur, Seminole, Grady, Leon, Liberty, Calhoun és Jackson megyékkel határos.

## Népesség
A megye népességének változása:
| Lakosok száma | 47 815 | 47 385 | 46 641 | 46 194 | 46 036 | 43 826 |
|               | 2010   | 2011   | 2012   | 2013   | 2015   | 2020   |